# Joseph William Martin, Jr.
Pour les articles homonymes, voir Martin.
Joseph William Martin Jr., né le 3 novembre 1884 à North Attleborough et mort le 6 mars 1968 à Hollywood, est un homme politique américain.
Il est président de la Chambre des représentants des États-Unis de 1947 à 1949 et de 1953 à 1955. Il est le seul républicain à occuper ce poste pendant une période de soixante-quatre ans de 1931 à 1995.
Conservateur opposé au New Deal, il soutient une coalition conservatrice des républicains et des démocrates du sud, en particulier contre les syndicats.